# All the Good Girls Go to Hell
All the Good Girls Go to Hell è un singolo della cantante statunitense Billie Eilish, pubblicato il 6 settembre 2019 come sesto estratto dal primo album in studio When We All Fall Asleep, Where Do We Go?.

## Descrizione
Il brano è tra i più pop dell'album ed è caratterizzato da una presenza massiccia del pianoforte, oltre che influenzato da sonorità richiamanti il West Coast hip hop. Nel testo, la cantante esplora l'idea che Dio e il Diavolo «guardino gli esseri umani come un mite gruppo di persone e stessero dicendo "Cosa stanno cercando di fare qui?"».

## Promozione
Billie Eilish si è esibita con il brano al Coachella Valley Music and Arts Festival e al Glastonbury Festival, oltre ad includerlo nella scaletta del suo When We All Fall Asleep Tour. Ha inoltre presentato All the Good Girls Go to Hell dal vivo il 24 novembre 2019 agli American Music Awards.

## Video musicale
Un'anteprima del video musicale è stata mostrata al Times Square di New York il 3 settembre 2019. Il giorno seguente è stato pubblicato sul canale YouTube della cantante. Il video è una prosecuzione di quello di Bury a Friend; le siringhe iniettate nella schiena di Eilish le donano un grande paio di ali nere. Cade dal cielo e rimane bloccata nel fango oleoso prima di essere incendiata mentre cammina in mezzo alla strada. Derrick Rossignol di Uproxx lo ha definito «pieno di fuoco e oscurità». Elle Hunt, per The Guardian, ha notato un possibile riferimento del videoclip al fenomeno del riscaldamento globale, in quanto la stessa Eilish, nella descrizione del video, aveva invitato i fan a partecipare a manifestazioni climatiche che si sarebbero tenute nel mese di settembre 2019.

## Tracce
Testi e musiche di Billie Eilish O'Connell e Finneas O'Connell.
1. All the Good Girls Go to Hell – 2:48

## Formazione
- Billie Eilish – voce
- Finneas O'Connell – produzione
- Rob Kinelski – missaggio
- John Greenham – mastering

## Classifiche

### Classifiche settimanali
| Classifica (2019) | Posizione massima |
| ----------------- | ----------------- |
| Australia         | 8                 |
| Belgio (Fiandre)  | 51                |
| Belgio (Vallonia) | 70                |
| Canada            | 19                |
| Danimarca         | 29                |
| Estonia           | 5                 |
| Finlandia         | 19                |
| Francia           | 179               |
| Germania          | 63                |
| Grecia            | 6                 |
| Irlanda           | 52                |
| Italia            | 70                |
| Lettonia          | 4                 |
| Lituania          | 3                 |
| Norvegia          | 22                |
| Nuova Zelanda     | 9                 |
| Paesi Bassi       | 42                |
| Portogallo        | 22                |
| Regno Unito       | 77                |
| Repubblica Ceca   | 9                 |
| Slovacchia        | 5                 |
| Stati Uniti       | 46                |
| Svezia            | 25                |
| Ungheria          | 7                 |

### Classifiche di fine anno
| Classifica (2019) | Posizione |
| ----------------- | --------- |
| Portogallo        | 190       |

## Date di pubblicazione
| Paese                 | Data di pubblicazione | Formati |
| --------------------- | --------------------- | ------- |
| Italia                | 6 settembre 2019      | Airplay |
| Stati Uniti d'America | 13 settembre 2019     | 7", MC  |
| Stati Uniti d'America | 8 ottobre 2019        | Airplay |